# Red Gate Woods
Red Gate Woods é uma reserva florestal dentro da Divisão Palos do Distrito de Reservas Florestais do condado de Cook, Illinois, Estados Unidos da América. Dentro da reserva, estava localizada a antiga sede do Argonne National Laboratory e o Sítio A, o qual contém os restos enterrados do Chicago Pile-1, o primeiro reator nuclear do mundo.